# Weerstandsband

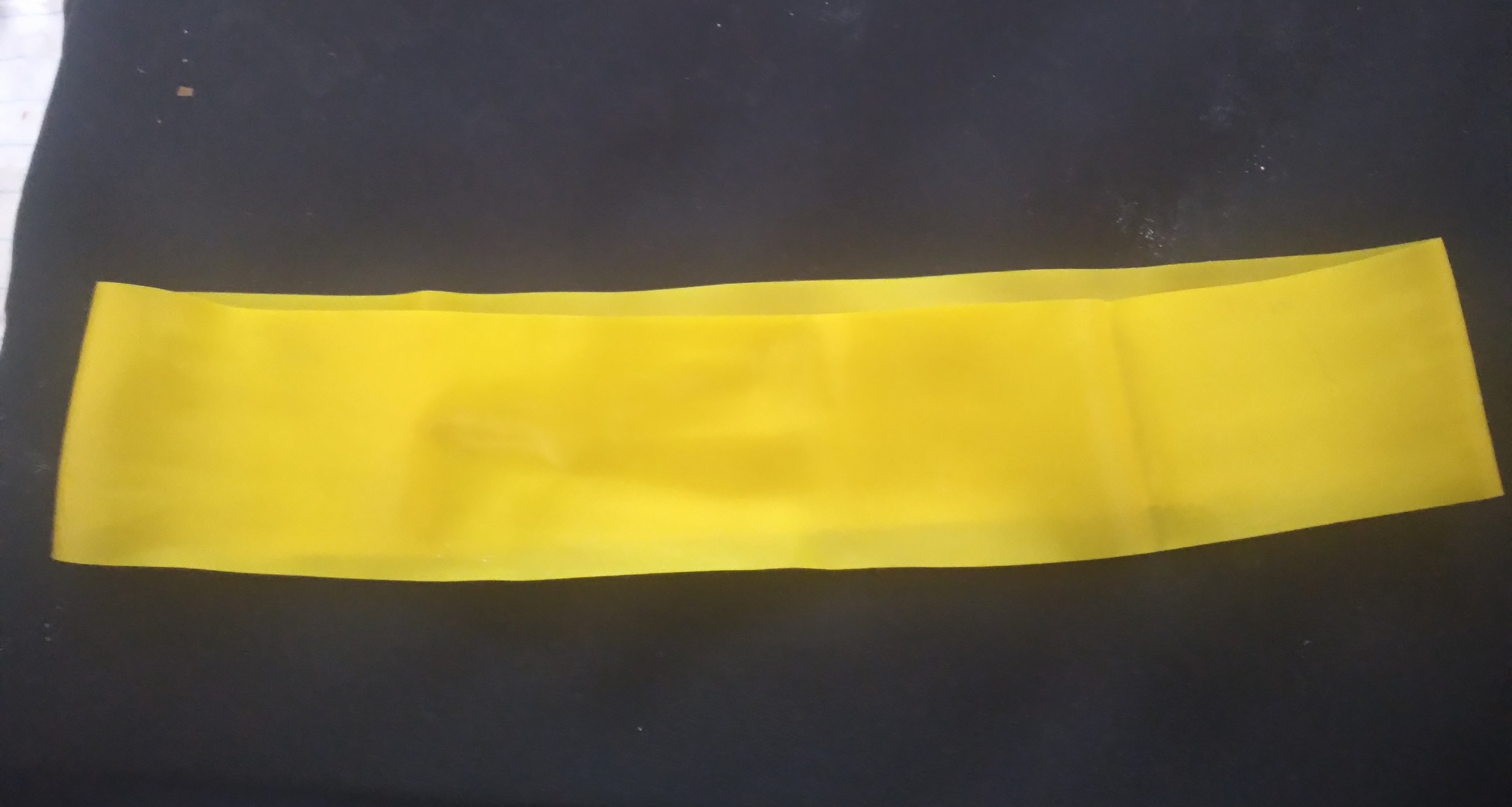
gele weerstandsband

Een weerstandsband is een elastische band die wordt gebruikt voor krachttraining. Ze worden ook gebruikt in fysiotherapie, met name door mensen die herstellen van spierblessures, om langzaam weer kracht op te bouwen.

## Geschiedenis
Afkomstig uit het begin van de 20e eeuw, werden de banden oorspronkelijk gemaakt van chirurgische slangen en werden de oefeningen uitgevoerd voor spierrevalidatie. Weerstandsbandtraining wordt veel gebruikt als onderdeel van algemene fitnesstraining en krachttraining. Hun flexibiliteit en geringe gewicht zijn een belangrijk voordeel.
Gewoonlijk zijn de banden kleurgecodeerd om verschillende niveaus van weerstand aan te geven. De kleurcodes variëren tussen merken. Ook zijn er lusbanden beschikbaar, evenals banden zonder en met handgrepen. Sommige soorten laten toe dat handgrepen aan de band of lus worden bevestigd.
Weerstandsbanden zijn eenvoudig in gebruik en hun geringe gewicht stelt mensen in staat om ze gemakkelijk mee te nemen tijdens het reizen en door te gaan met routine-sessies voor krachttraining.
Hoewel er veel verschillende vormen van oefeningen voor de banden zijn, zijn de weerstand van de band en het aantal herhalingen de belangrijkste variabelen die worden gebruikt om de intensiteit van de training te verlagen of te verhogen.

## Soorten weerstandsbanden
Enkele voorbeelden van soorten weerstandsbanden zijn:
| Type weerstandsband     | Omschrijving                                             | Aanbevolen voor        |
| ----------------------- | -------------------------------------------------------- | ---------------------- |
| therapieband            | band zonder handgrepen                                   | revalidatie            |
| compacte weerstandsband | handgrepen aan het uiteinde van de band                  | boven- en onderlichaam |
| mini weerstandsbanden   | continue platte lusband                                  | onderlichaam           |
| figuur-8 band           | korte banden in de vorm van een acht met twee handgrepen | bovenlichaam           |
| ring weerstandsbanden   | cirkelvormige band met twee zachte handgrepen            | onderlichaam           |
| laterale weerstandsband | velcro-enkelboeien verbonden door een band               | onderlichaam           |